# 高学成
高学成，中华人民共和国安徽蚌埠人，電子遊戲《英雄联盟》前职业选手和游戏主播，曾效力于WE俱乐部英雄联盟分部，并在2012年IPL5世界总决赛获得冠军。2014年8月31日，通过微博宣布正式退役。2018年7月30日，高学成担任WE俱乐部英雄联盟分部监督一职。2018年12月16日，转为WE俱乐部英雄联盟分部主教练。2019年5月21日，高学成因为身体原因，暂时休闲一段时间，卸任主教练一职。

## 争议
高学成曾与英雄联盟主播苏小妍有过恋情。在2016年3月16日，高学成与苏小妍分手。

## 职业数据
高学成射手位职业数据
| 赛事名称           | 平均每局KDA | 战绩（胜/负） | 参考资料 |
| ------------------ | ----------- | ------------- | -------- |
| 2012 S2全球总决赛  | 4.7/1.7/7.7 | 1/2           | [ 7 ]    |
| 2013 LPL春季赛     | 5.6/2.0/6.6 | 23/11         | [ 7 ]    |
| 2013 LPL夏季赛     | 5.5/2.0/6.7 | 13/10         | [ 7 ]    |
| 2014 LPL春季赛     | 5.5/2.1/5.6 | 20/14         | [ 7 ]    |
| 2014 LPL夏季赛     | 5.9/2.3/5.1 | 14/14         | [ 7 ]    |
| 2019 LPL全明星周末 | 5.5/4.0/7.0 | 1/1           | [ 7 ]    |